# جامعة الأمير مقرن بن عبد العزيز
جامعة الأمير مقرن جامعة خاصة سعودية، تأسّست في 17 جمادى الأول 1434 هـ الموافق 14 فبراير 2014، تقع في المدينة المنورة في المملكة العربية السعودية.

## الكليات
- كلية الأعمال والهندسة.
- كلية الحاسب الآلي والعلوم السيبرانية
- كلية الأعمال والسياحة.[2]

## رؤساء جامعة الأمير مقرن
| الرئيس                    | الفترة                   | المصدر |
| ------------------------- | ------------------------ | ------ |
| بندر بن محمد بن حمزة حجار | 16 أغسطس 2022 - إلى الآن | [ 3 ]  |
| نبيل الراجح               |                          |        |